# Verbund-Wasserwerk Witten

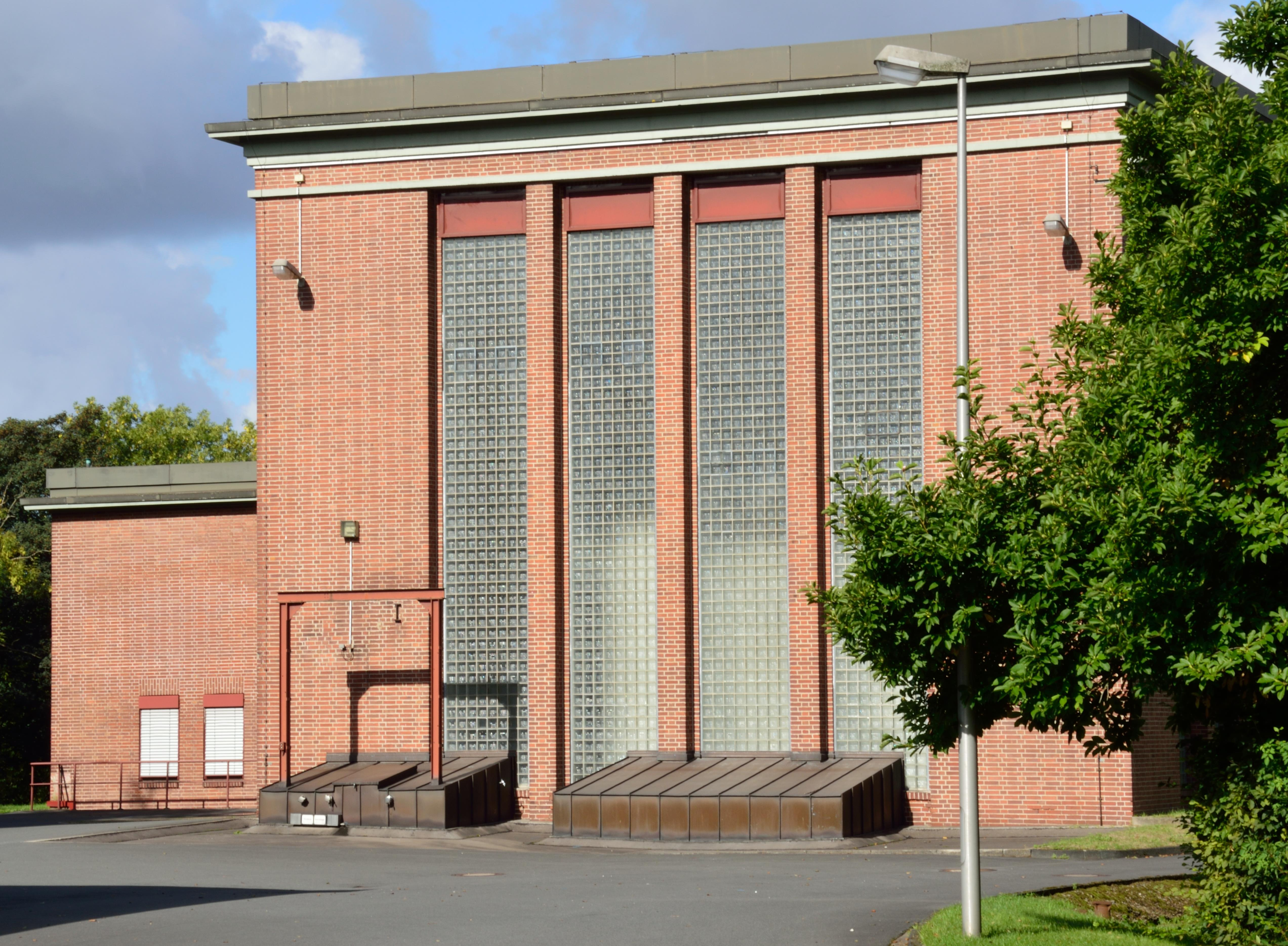
Verbund-Wasserwerk Witten

Das Verbund-Wasserwerk Witten ist ein Wasserwerk auf der Brandt’schen Wiese an der Ruhrstraße 110 in Witten. Es gehört den Stadtwerken Witten und der AVU.
Für die Finanzierung eines ersten Wasserwerks „In der Borbeck“ am Borbach in Höhe von 70.000 Talern gab die Stadt Witten 1867 Obligationen aus. Bereits 1867 wurde ein weiteres Wasserwerk am heutigen Standort gebaut. Zwischen 1939 und 1942 entstand ein neues Werk direkt neben dem alten Werk. Das Kessel- und Pumpenhaus stammt aus dieser Zeit. 1995 wurde es umgebaut. Die Fassade ist heute denkmalgeschützt. Der Verbund wurde 1989 gegründet.  
Das Wasser wird aus dem Grundwasser und dem Uferfiltrat der Ruhr gewonnen; zusätzliche Versickerungsbecken reichern das Grundwasser an. 2013 wurde von der herkömmlichen Desinfektion mit Chlordioxid zur nachhaltigen Option der UV-Desinfektion gewechselt, um Keime zu inaktivieren. Eine Ultrafiltrationsanlage filtert seit Dezember 2017 auch die feinsten Partikel aus dem Wasser. 2020 wurde als zusätzliches neues Filtersystem eine automatisierte Aktivkohle-Adsorptions-Anlage in Betrieb genommen. Hintergrund der verbesserten Wasseraufbereitung ist ein Vorfall aus 2006, als PFT im Sauerland in die Ruhr und damit ins Trinkwasser gelangt war; die Landesregierung startete daraufhin das Programm „Reine Ruhr“.